# Desa Sirnasari (administrativ by i Indonesien, lat -6,63, long 107,15)
Desa Sirnasari är en administrativ by i Indonesien.   Den ligger i provinsen Jawa Barat, i den västra delen av landet, 60 km sydost om huvudstaden Jakarta.